# میتهاخالی
میتهاخالی (به لاتین: Mithakhali) یک روستا در بنگلادش است که در استان باریسال و در ناحیه پیروج‌پور واقع شده‌است.